# Karin Boye-sällskapet
Karin Boye-sällskapet är en svensk ideell förening som bildades 13 oktober 1983 på Huddinge kommuns bibliotek. Föreningens syfte är att ge spridning åt och underlätta forskning kring Karin Boyes författarskap. Föreningen har sedan 1985 utgivit tio minnesskrifter.